# Allsvenskan i bandy 1990/1991
Allsvenskan i bandy 1990/1991 var Sveriges högsta division i bandy för herrar säsongen 1990/1991. Södergruppstvåan Vetlanda BK lyckades vinna svenska mästerskapet efter seger med 4-2 mot norrgruppsvinnaren Västerås SK i finalmatchen på Studenternas IP i Uppsala den 10 mars 1991.

## Förlopp
Skytteligan vanns av Hans Johansson, Västerås SK med 38 fullträffar..

## Seriespelet

### Norrgruppen
Spelades 18 november 1990-9 januari 1991.
| Nr | Lag            | S  | V  | O | F | +/-   | P  |
| -- | -------------- | -- | -- | - | - | ----- | -- |
| 1  | Västerås SK    | 14 | 11 | 3 | 0 | 93-37 | 25 |
| 2  | Sandvikens AIK | 14 | 10 | 2 | 2 | 88-57 | 22 |
| 3  | Edsbyns IF     | 14 | 6  | 4 | 4 | 69-55 | 16 |
| 4  | IK Sirius      | 14 | 5  | 4 | 5 | 60-56 | 14 |
| 5  | Selånger SK    | 14 | 3  | 4 | 7 | 41-59 | 10 |
| 6  | Brobergs IF    | 14 | 3  | 3 | 8 | 43-68 | 9  |
| 7  | Ljusdals BK    | 14 | 3  | 3 | 8 | 61-93 | 9  |
| 8  | Falu BS        | 14 | 2  | 3 | 9 | 57-87 | 7  |

### Södergruppen
Spelades 18 november 1990-9 januari 1991.
| Nr | Lag                | S  | V | O | F  | +/-   | P  |
| -- | ------------------ | -- | - | - | -- | ----- | -- |
| 1  | IF Boltic          | 14 | 8 | 4 | 2  | 69-42 | 20 |
| 2  | Vetlanda BK        | 14 | 9 | 2 | 3  | 57-32 | 20 |
| 3  | IFK Motala         | 14 | 7 | 4 | 3  | 66-51 | 18 |
| 4  | Ale Surte SK       | 14 | 5 | 5 | 4  | 51-43 | 15 |
| 5  | Villa Lidköping BK | 14 | 6 | 3 | 5  | 52-47 | 15 |
| 6  | IFK Vänersborg     | 14 | 5 | 4 | 5  | 50-55 | 14 |
| 7  | IFK Kungälv        | 14 | 1 | 4 | 9  | 41-65 | 6  |
| 8  | IF Göta            | 14 | 1 | 2 | 11 | 25-76 | 4  |

### Elitserien
Spelades 20 januari-10 februari 1991.
| Nr | Lag            | S | V | O | F | +/-   | P  |
| -- | -------------- | - | - | - | - | ----- | -- |
| 1  | Vetlanda BK    | 7 | 5 | 0 | 2 | 34-24 | 10 |
| 2  | Västerås SK    | 7 | 3 | 2 | 2 | 31-22 | 8  |
| 3  | Sandvikens AIK | 7 | 4 | 0 | 3 | 30-25 | 8  |
| 4  | IF Boltic      | 7 | 3 | 2 | 2 | 26-25 | 8  |
| 5  | IFK Motala     | 7 | 3 | 1 | 3 | 28-27 | 7  |
| 6  | IK Sirius      | 7 | 2 | 2 | 3 | 25-32 | 6  |
| 7  | Edsbyns IF     | 7 | 2 | 2 | 3 | 17-24 | 6  |
| 8  | Ale Surte SK   | 7 | 1 | 1 | 5 | 23-35 | 3  |

### Allsvenska fortsättningsserien
Spelades 20 januari-10 februari 1991.
| Nr | Lag                | S | V | O | F | +/-   | P  |
| -- | ------------------ | - | - | - | - | ----- | -- |
| 1  | Villa Lidköping BK | 7 | 6 | 0 | 1 | 40-17 | 12 |
| 2  | IFK Vänersborg     | 7 | 4 | 2 | 1 | 44-13 | 10 |
| 3  | Brobergs IF        | 7 | 4 | 0 | 3 | 26-27 | 8  |
| 4  | Selånger SK        | 7 | 3 | 1 | 3 | 22-25 | 7  |
| 5  | IFK Kungälv        | 7 | 3 | 1 | 3 | 22-27 | 7  |
| 6  | Falu BS            | 7 | 2 | 2 | 3 | 23-21 | 6  |
| 7  | Ljusdals BK        | 7 | 3 | 0 | 4 | 20-32 | 6  |
| 8  | IF Göta            | 7 | 0 | 0 | 7 | 11-46 | 0  |

## Seriematcherna

### Norrgruppen
| - 18 november 1990 Edsbyns IF-Västerås SK 1-7 - 18 november 1990 Sandvikens AIK-Ljusdals BK 8-5 - 18 november 1990 Selånger Bandy-Falu BS 4-2 - 18 november 1990 IK Sirius-Brobergs IF 7-3 - 21 november 1990 Broberg-Sandviken 3-4 - 21 november 1990 Falun-Edsbyn 1-7 - 21 november 1990 Ljusdal-Sirius 4-6 - 21 november 1990 Västerås-Selånger 8-0 - 28 november 1990 Broberg-Falun 2-5 - 28 november 1990 Ljusdal-Västerås 3-8 - 28 november 1990 Sandviken-Selånger 8-1 - 30 november 1990 Sirius-Edsbyn 4-4 - 2 december 1990 Edsbyn-Broberg 8-3 - 2 december 1990 Falun-Sandviken 2-8 - 2 december 1990 Selånger-Ljusdal 9-3 - 2 december 1990 Västerås-Sirius 3-3 - 5 december 1990 Broberg-Selånger 3-1 - 5 december 1990 Ljusdal-Edsbyn 3-11 - 5 december 1990 Sandviken-Västerås 5-5 - 6 december 1990 Sirius-Falun 8-4 - 9 december 1990 Edsbyn-Sandviken 3-7 - 9 december 1990 Falun-Ljusdal 5-4 - 9 december 1990 Selånger-Sirius 3-1 - 9 december 1990 Västerås-Broberg 5-0 - 12 december 1990 Edsbyn-Selånger 1-1 - 12 december 1990 Falun-Västerås 6-10 - 12 december 1990 Ljusdal-Broberg 5-3 - 12 december 1990 Sirius-Sandviken 7-2 | - 19 december 1990 Broberg-Ljusdal 4-7 - 19 december 1990 Sandviken-Sirius 8-1 - 19 december 1990 Selånger-Edsbyn 1-4 - 19 december 1990 Västerås-Falun 7-5 - 26 december 1990 Broberg-Edsbyn 4-4 - 26 december 1990 Ljusdal-Selånger 2-2 - 26 december 1990 Sandviken-Falun 10-4 - 26 december 1990 Sirius-Västerås 0-5 - 28 december 1990 Edsbyn-Ljusdal 6-6 - 28 december 1990 Falun-Sirius 5-5 - 28 december 1990 Selånger-Broberg 4-5 - 28 december 1990 Västerås-Sandviken 9-1 - 30 december 1990 Broberg-Västerås 4-4 - 30 december 1990 Ljusdal-Falun 7-6 - 30 december 1990 Sandviken-Edsbyn 6-4 - 30 december 1990 Sirius-Selånger 4-4 - 2 januari 1991 Edsbyn-Sirius 5-3 - 2 januari 1991 Falun-Broberg 4-4 - 2 januari 1991 Selånger-Sandviken 4-6 - 2 januari 1991 Västerås-Ljusdal 9-2 - 6 januari 1991 Edsbyn-Falun 8-5 - 6 januari 1991 Sandviken-Broberg 9-3 - 6 januari 1991 Selånger-Västerås 4-9 - 6 januari 1991 Sirius-Ljusdal 10-4 - 9 januari 1991 Broberg-Sirius 2-1 - 9 januari 1991 Falun-Selånger 3-3 - 9 januari 1991 Ljusdal-Sandviken 6-6 - 9 januari 1991 Västerås-Edsbyn 4-3 |

### Södergruppen
| - 18 november 1990 IF Göta-Villa Lidköping BK 1-8 - 18 november 1990 IFK Kungälv-Vetlanda BK 4-7 - 18 november 1990 IFK Motala-Ale Surte 6-2 - 18 november 1990 IFK Vänersborg-IF Boltic 5-5 - 21 november 1990 Ale Surte-IF-Göta 5-2 - 21 november 1990 Boltic-Kungälv 8-4 - 21 november 1990 Villa Lidköping-Motala 4-4 - 22 november 1990 Vetlanda-Vänersborg 4-0 - 28 november 1990 Ale Surte-Boltic 3-3 - 28 november 1990 IF Göta-Vänersborg 2-3 - 28 november 1990 Motala-Kungälv 6-0 - 28 november 1990 Villa Lidköping-Vetlanda 3-3 - 30 november 1990 Boltic-IF Göta 9-2 - 2 december 1990 Kungälv-Ale Surte 3-4 - 2 december 1990 Vetlanda-Motala 11-4 - 2 december 1990 Vänersborg-Villa Lidköping 3-5 - 5 december 1990 Ale Surte-Vänersborg 4-4 - 5 december 1990 IF Göta-Vetlanda 1-4 - 5 december 1990 Motala-Boltic 6-2 - 5 december 1990 Villa Lidköping-Kungälv 6-3 - 9 december 1990 Boltic-Villa Lidköping 4-1 - 9 december 1990 Kungälv-IF Göta 2-2 - 9 december 1990 Vetlanda-Ale Surte 5-1 - 9 december 1990 Vänersborg-Motala 4-2 - 12 december 1990 Ale Surte-Villa Lidköping 7-1 - 12 december 1990 IF Göta-Motala 4-7 - 12 december 1990 Vetlanda-Boltic 4-0 - 12 december 1990 Vänersborg-Kungälv 5-4 | - 19 december 1990 Boltic-Vetlanda 5-2 - 19 december 1990 Kungälv-Vänersborg 6-6 - 19 december 1990 Motala-IF Göta 6-3 - 19 december 1990 Villa Lidköping-Ale Surte 5-2 - 26 december 1990 Ale Surte-Kungälv 5-0 - 26 december 1990 K-Göta-Boltic 0-8 - 26 december 1990 Motala-Vetlanda 3-6 - 26 december 1990 Villa Lidköping-Vänersborg 9-1 - 28 december 1990 Boltic-Motala 3-3 - 28 december 1990 Kungälv-Villa Lidköping 4-2 - 28 december 1990 Vetlanda-K-Göta 3-4 - 28 december 1990 Vänersborg-Ale Surte 2-2 - 30 december 1990 Ale Surte-Vetlanda 2-2 - 30 december 1990 IF Göta-Kungälv 1-1 - 30 december 1990 Motala-Vänersborg 5-0 - 30 december 1990 Villa Lidköping-Boltic 0-6 - 2 januari 1991 Boltic-Ale Surte 5-3 - 2 januari 1991 Kungälv-Motala 3-5 - 2 januari 1991 Vetlanda-Villa Lidköping 2-0 - 2 januari 1991 Vänersborg-K-Göta 10-0 - 6 januari 1991 K-Göta-Ale Surte 2-8 - 6 januari 1991 Kungälv-Boltic 6-6 - 6 januari 1991 Motala-Villa Lidköping 6-6 - 6 januari 1991 Vänersborg-Vetlanda 4-2 - 9 januari 1991 Ale Surte-Motala 3-3 - 9 januari 1991 Boltic-Vänersborg 5-3 - 9 januari 1991 Vetlanda-Kungälv 2-1 - 9 januari 1991 Villa Lidköping-IF Göta 2-1 |

### Elitserien
| - 20 januari 1991 IF Boltic-Sandvikens AIK 3-0 - 20 januari 1991 IFK Motala-Edsbyns IF 2-6 - 20 januari 1991 IK Sirius-Vetlanda BK 2-7 - 20 januari 1991 Västerås SK-Ale Surte SK 7-3 - 23 januari 1991 Ale Surte-Sirius 4-5 - 23 januari 1991 Edsbyn-Boltic 3-3 - 23 januari 1991 Sandviken-Motala 7-3 - 23 januari 1991 Vetlanda-Västerås 5-2 - 27 januari 1991 Ale Surte-Sandviken 6-5 - 27 januari 1991 Sirius-Motala 3-6 - 27 januari 1991 Vetlanda-Edsbyn 6-2 - 27 januari 1991 Västerås-Boltic 6-3 - 30 januari 1991 Boltic-Ale Surte 5-3 - 30 januari 1991 Edsbyn-Västerås 1-8 - 30 januari 1991 Motala-Vetlanda 7-2 - 30 januari 1991 Sandviken-Sirius 4-3 | - 3 februari 1991 Boltic-Motala 5-4 - 3 februari 1991 Sandviken-Edsbyn 2-3 - 3 februari 1991 Vetlanda-Ale Surte 7-3 - 3 februari 1991 Västerås-Sirius 4-4 - 6 februari 1991 Ale Surte-Motala 4-6 - 6 februari 1991 Sirius-Edsbyn 3-2 - 6 februari 1991 Vetlanda-Boltic 4-2 - 6 februari 1991 Västerås-Sandviken 4-6 - 10 februari 1991 Boltic-Sirius 5-5 - 10 februari 1991 Edsbyn-Ale Surte 0-0 - 10 februari 1991 Motala-Västerås 0-0 - 10 februari 1991 Sandviken-Vetlanda 6-3 |

### Allsvenska fortsättningsserien
| - 20 januari 1991 IFK Kungälv-Falu BS 2-2 - 20 januari 1991 Ljusdals BK-Villa Lidköping BK 2-1 - 20 januari 1991 Selånger Bandy-IF Göta 2-1 - 20 januari 1991 IFK Vänersborg-Brobergs IF 5-0 - 23 januari 1991 Broberg-Kungälv 4-1 - 23 januari 1991 Falun-Vänersborg 3-3 - 23 januari 1991 IF Göta-Ljusdal 3-8 - 23 januari 1991 Villa Lidköping-Selånger 7-3 - 27 januari 1991 IF Göta-Broberg 3-6 - 27 januari 1991 Ljusdal-Kungälv 0-6 - 27 januari 1991 Selånger-Vänersborg 5-5 - 27 januari 1991 Villa Lidköping-Falun 5-4 - 30 januari 1991 Broberg-Ljusdal 9-4 - 30 januari 1991 Falun-Selånger 7-2 - 30 januari 1991 Kungälv-Villa Lidköping 3-12 - 30 januari 1991 Vänersborg-IF Göta 15-1 | - 3 februari 1991 Broberg-Falun 4-3 - 3 februari 1991 Selånger-Ljusdal 2-1 - 3 februari 1991 Villa Lidköping-IF Göta 7-1 - 3 februari 1991 Vänersborg-Kungälv 5-1 - 6 februari 1991 IF Göta-Kungälv 1-5 - 6 februari 1991 Ljusdal-Falun 4-1 - 6 februari 1991 Selånger-Broberg 5-0 - 6 februari 1991 Villa Lidköping-Vänersborg 2-1 - 10 februari 1991 Broberg-Villa Lidköping 3-6 - 10 februari 1991 Falun-IF Göta 3-1 - 10 februari 1991 Kungälv-Selånger 4-3 - 10 februari 1991 Vänersborg-Ljusdal 10-1 |

## Slutspel om svenska mästerskapet 1991

### Åttondelsfinaler (UEFA:s cupmodell)
- 13 februari 1991: IFK Vänersborg - Edsbyns IF 3-3
- 13 februari 1991: Villa Lidköping BK - Ale Surte SK 6-3
- 15 februari 1991: Ale Surte SK - Villa Lidköping BK 2-8 (Villa Lidköping BK vidare)
- 15 februari 1991: Edsbyns IF - IFK Vänersborg 6-3 (Edsbyns IF vidare)

### Kvartsfinaler (bäst av fem matcher)
- 17 februari 1991: Vetlanda BK - Edsbyns IF 2-3
- 17 februari 1991: IF Boltic - IK Sirius 5-4
- 17 februari 1991: Västerås SK - Villa Lidköping BK 1-3
- 17 februari 1991: Sandvikens AIK - IFK Motala 7-6
- 20 februari 1991: Edsbyns IF - Vetlanda BK 5-8
- 20 februari 1991: IK Sirius - IF Boltic 4-6
- 20 februari 1991: Villa Lidköping BK - Västerås SK 3-1
- 20 februari 1991: IFK Motala - Sandvikens AIK 4-8
- 22 februari 1991: Vetlanda BK - Edsbyns IF 8-2
- 22 februari 1991: IF Boltic - IK Sirius 6-2 (IF Boltic vidare med 3-0 i matcher)
- 22 februari 1991: Västerås SK - Villa Lidköping BK 5-3
- 22 februari 1991: Sandvikens AIK - IFK Motala 10-3 (Sandvikens AIK vidare med 3-0 i matcher)
- 24 februari 1991: Edsbyns IF - Vetlanda BK 6-5 efter straffslag
- 24 februari 1991: Villa Lidköping BK - Västerås SK 2-3
- 26 februari 1991: Vetlanda BK - Edsbyns IF 13-2 (Vetlanda BK vidare med 3-2 i matcher)
- 26 februari 1991: Västerås SK - Villa Lidköping BK 5-0 (Västerås SK vidare med 3-2 i matcher)

### Semifinaler (bäst av tre matcher)
- 1 mars 1991: Vetlanda BK - IF Boltic 3-2 efter förlängning
- 1 mars 1991: Västerås SK - Sandvikens AIK 3-4

- 3 mars 1991: IF Boltic - Vetlanda BK 4-1
- 3 mars 1991: Sandvikens AIK - Västerås SK 2-3 efter förlängning

- 5 mars 1991: Vetlanda BK - IF Boltic 7-1 (Vetlanda BK vidare med 2-1 i matcher)
- 5 mars 1991: Västerås SK - Sandvikens AIK 3-1 (Västerås SK vidare med 2-1 i matcher)

### Final
- 10 mars 1991: Vetlanda BK - Västerås SK 4-2 (Studenternas IP, Uppsala)